# Neoepidesma grande
Neoepidesma grande är en tvåvingeart som beskrevs av Frey 1932. Neoepidesma grande ingår i släktet Neoepidesma och familjen bredmunsflugor.
Artens utbredningsområde är Uganda. Inga underarter finns listade i Catalogue of Life.